# Páprád
Páprád község Baranya vármegyében, a Sellyei járásban.

## Fekvése
Az Ormánság északi részén fekszik. A szomszédos települések: északkelet felől Bogádmindszent, kelet felől Hegyszentmárton, délkelet felől Kórós, dél felől Adorjás, Sámod és Baranyahídvég, délnyugat felől Vajszló, nyugat felől Besence, északnyugat felől pedig Gilvánfa.

### Megközelítése
Csak közúton érhető el, Pécs és Vajszló irányából egyaránt az 5801-es úton.

## Története
A falu nevét az oklevelek 1322-ben említették először Paprad alakban. A település a margitszigeti apácák sámodi uradalmához tartozott. 1322-ben Németi Ambrus fia, Jakabnak fia, János támasztott rá igényt, de az országbíró az apácáknak hagyta.
A török hódoltság alatt egyházi birtok volt, először a klarisszáké, majd a római katolikus egyházé volt.

## Közélete

### Polgármesterei
- 1990–1994: Lőrincz Béláné (független)[3]
- 1994–1998: Lőrincz Béláné (független)[4]
- 1998–2002: Id. Lőrincz János (független)[5]
- 2002–2006: Lőrincz János (független)[6]
- 2006–2010: Id. Lőrincz János (független)[7]
- 2010–2014: Id. Lőrincz János (független)[8]
- 2014–2019: Kerékgyártó Péter (független)[9]
- 2019–2024: Vörös Kálmán (független)[10]
- 2024– : Vörös Kálmán János (független)[1]

## Népesség
A település népességének változása:
| Lakosok száma | 158  | 153  | 147  | 149  | 150  | 160  | 136  | 136  |
|               | 2013 | 2014 | 2015 | 2019 | 2021 | 2022 | 2023 | 2024 |

A 2011-es népszámlálás során a lakosok 94,9%-a magyarnak, 5,1% cigánynak, 1,3% horvátnak, 0,6% németnek, 0,6% ukránnak mondta magát (5,1% nem nyilatkozott; a kettős identitások miatt a végösszeg nagyobb lehet 100%-nál). A vallási megoszlás a következő volt: római katolikus 60,5%, református 12,1%, görögkatolikus 1,9%, felekezeten kívüli 8,3% (16,6% nem nyilatkozott).
2022-ben a lakosság 93,1%-a vallotta magát magyarnak, 6,9% cigánynak, 5% ukránnak, 0,6% németnek, 3,8% egyéb, nem hazai nemzetiségűnek (2,5% nem nyilatkozott; a kettős identitások miatt a végösszeg nagyobb lehet 100%-nál). Vallásuk szerint 46,9% volt római katolikus, 12,5% református, 4,4% ortodox, 2,5% görög katolikus, 0,6% egyéb katolikus, 6,3% felekezeten kívüli (26,9% nem válaszolt).

## Nevezetességei
- Református temploma - 1863-ban épült klasszicista stílusban.
- Tornácos parasztháza műemlék.

## Külső hivatkozások
- Páprád az utazom.com honlapján